# Moleta de l'Àliga
La Moleta de l'Àliga és una muntanya de 693 metres que es troba al municipi de Roquetes, a la comarca catalana del Baix Ebre.